# Santa Passera

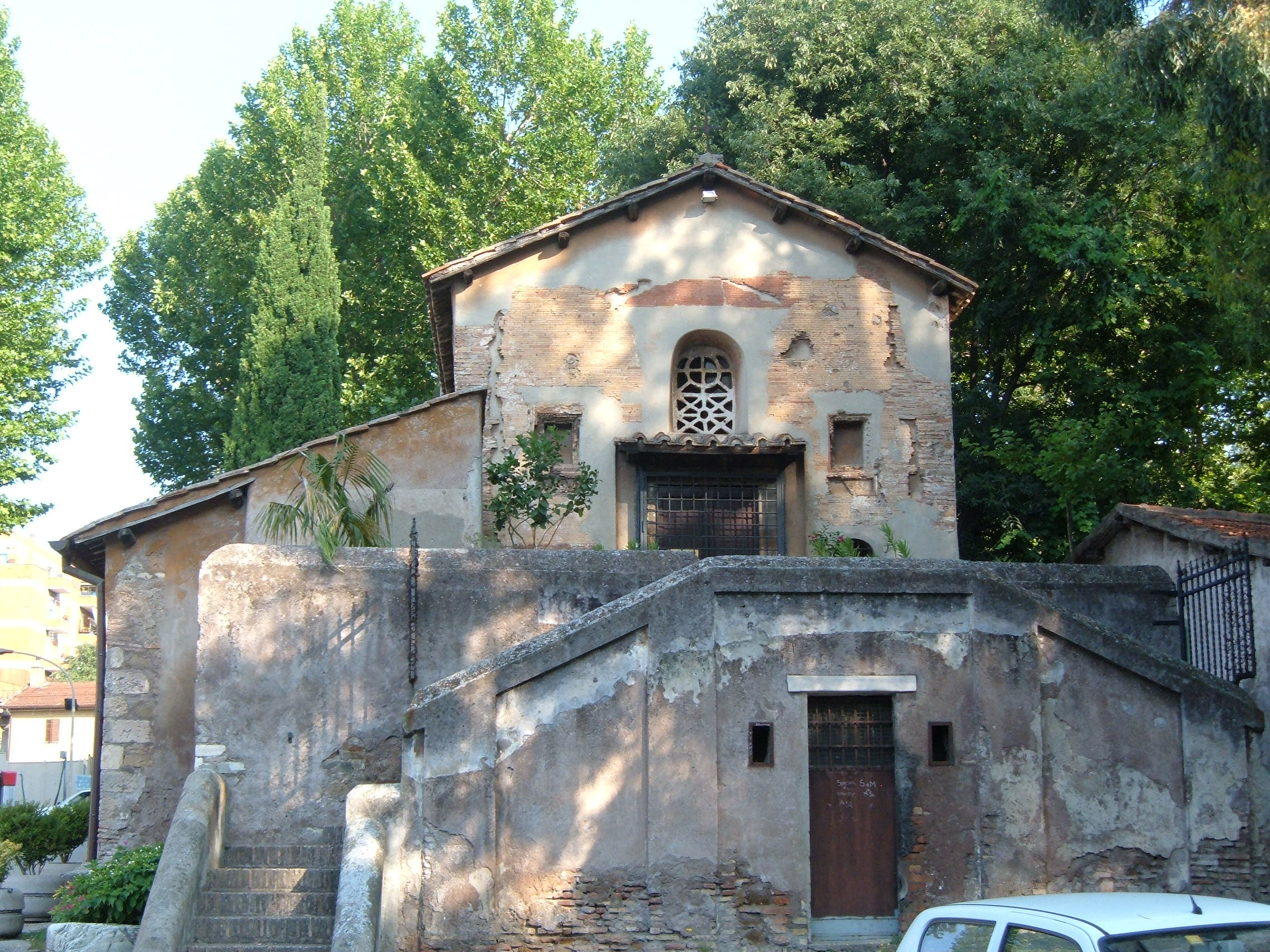
Vista da igreja.

Santa Passera é uma igreja localizada na Via di Santa Passera, no quartiere Portuense de Roma, construída sobre um mausoléu e uma cripta da segunda metade do século II. Sua dedicação é incerta, pois não existe uma santa com o nome "Passera".

## História
Segundo a tradição, esta igreja foi construída na margem do rio Tibre, no lugar no qual, no início do século V, as relíquias dos dois santos alexandrinos, Ciro e João, desembarcaram vindos do Egito em seu translado para Roma. A partir do século XI, a igreja passou para propriedade do mosteiro de Santa Maria in Via Lata e, nos documentos do século XI até o XIII, é chamada ou de "Sancti Abbacyri" ou "Sancti Cyri et Iohannis", referência aos dois santos originais. No século XIV, o nome "Abbaciro" foi substituído por "Santa Passera" ou "Passera", como no caso de um documento de 1317 que cita uma ocorrência "posita extra portam Portuensem in loco qui dicitur S. Pacera" ("num local fora da Porta Portuense dito S. Pacera"). Este foi o nome que prevaleceu nos séculos seguintes.

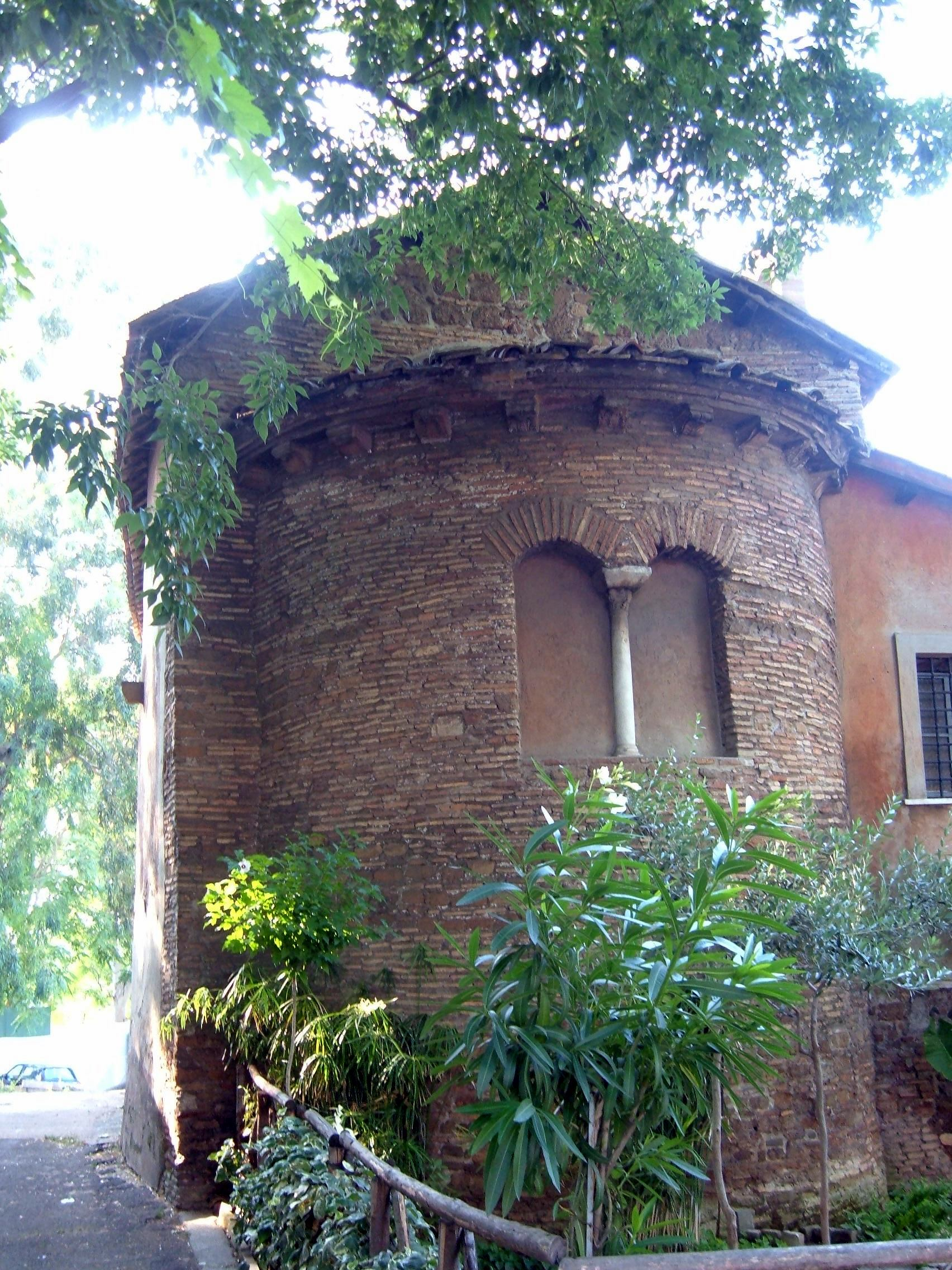
Vista do fundo da igreja, destacando a abside.

Sobre a origem do nome "Passera", uma santa que não existe, a hipótese mais aceita é que seja uma derivação do título Abbàs Cyrus ("padre Ciro"), pronunciado "abbaciro". Depois de sucessivas corruptelas ("appaciro", "appàcero", "pàcero", "pàcera"), chegou-se finalmente a "Passera".
Para confundir ainda mais a onomástica da igreja, ainda há uma outra confusão popular recorrente em relação a esta igreja: a identificação da fantasiosa "Santa Passera" com Santa Praxedes (em italiano:  Santa Prassede) celebrando sua festa no dia 21 de julho juntamente com a festa da mártir.
No século XIV, a antiga igreja foi completamente reestruturada e elevada sobre uma plataforma.

## Descrição

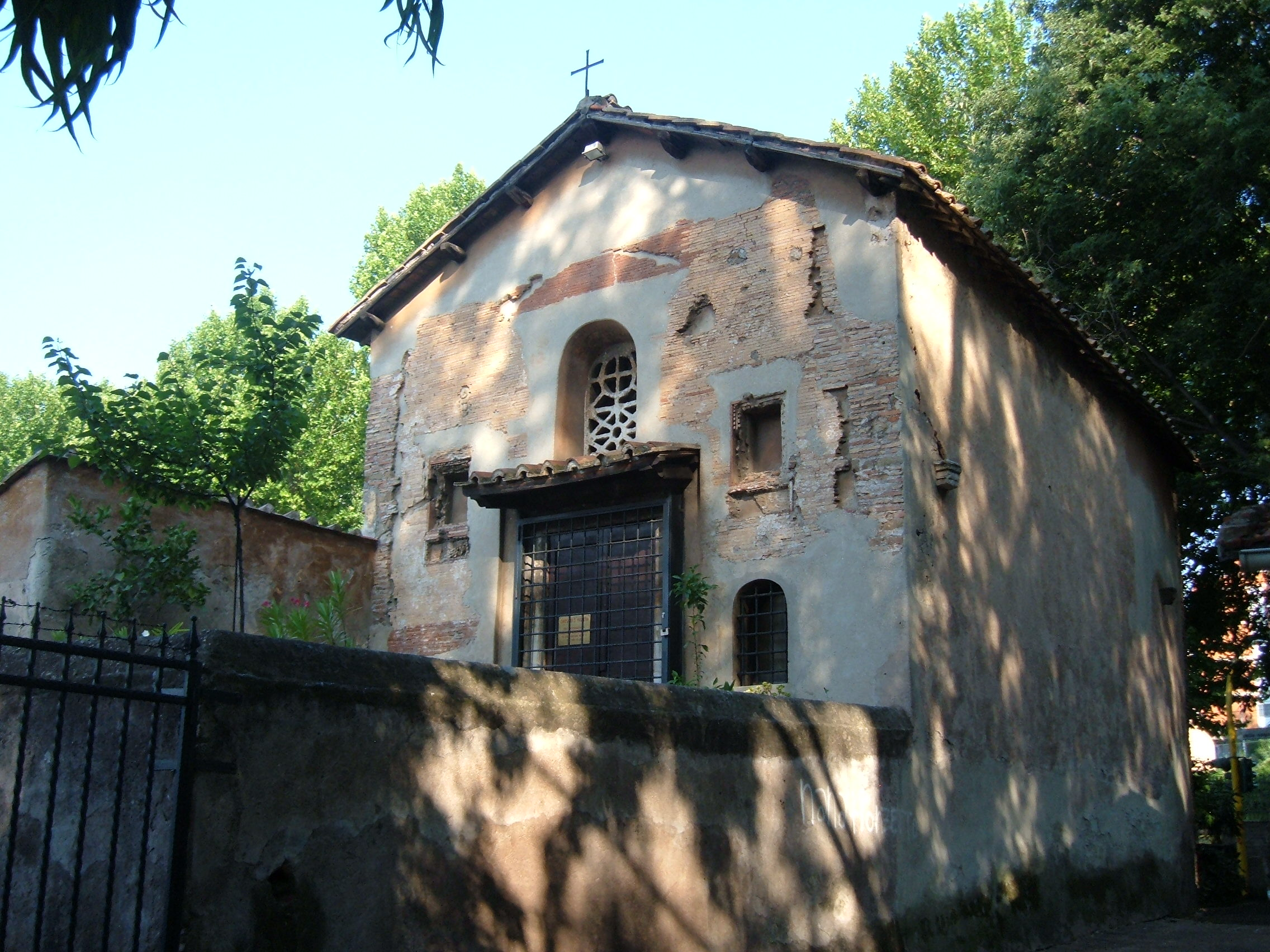
Vista da fachada e da lateral.

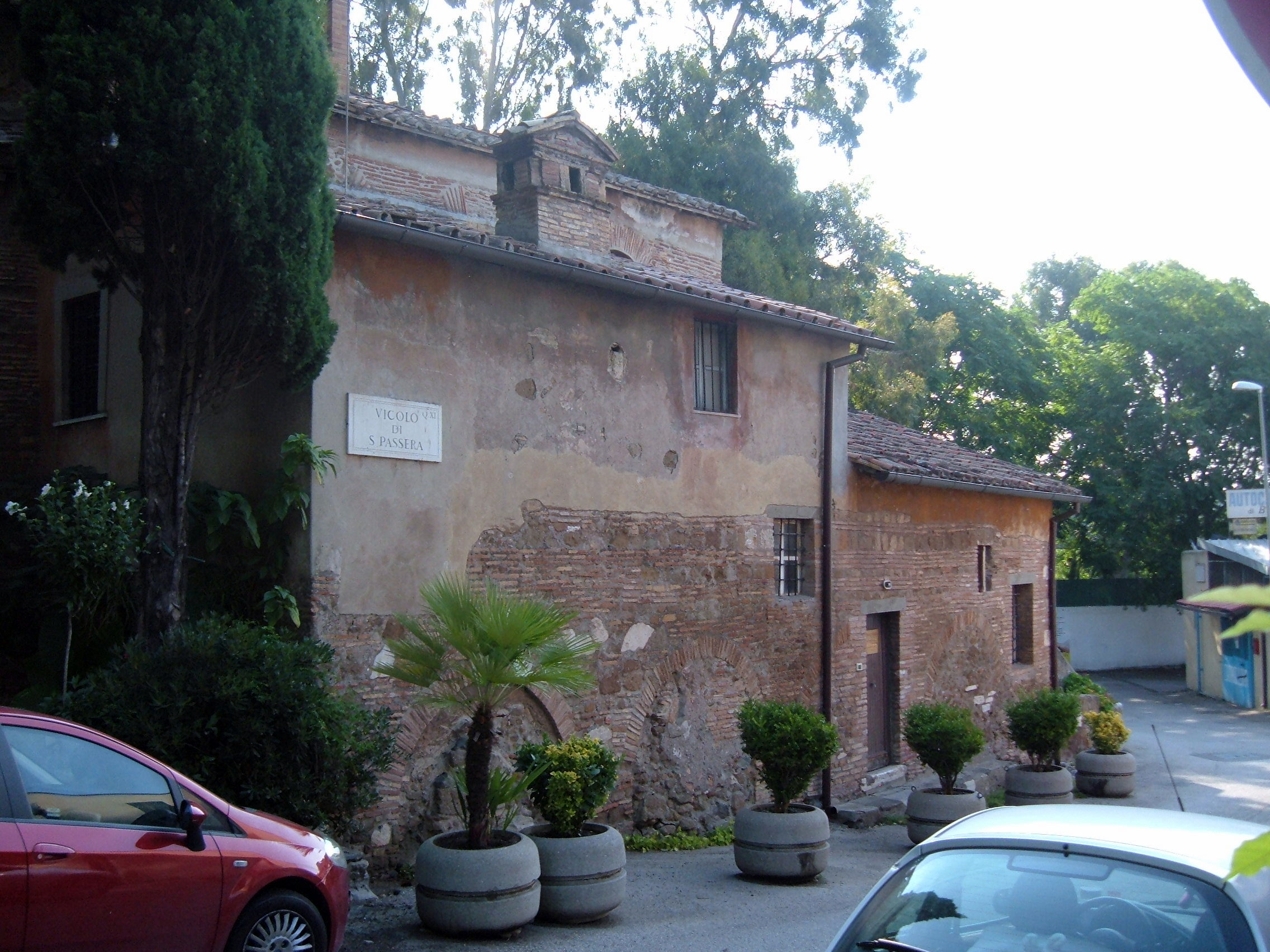
Lateral e o fundo da igreja.

O complexo de Santa Passera é constituído por três pisos superpostos.
O primeiro é a igreja, do século XIV, de planta retangular e com uma nave única, com abside e teto de madeira, construída sobre um edifício preexistente, um mausoléu romano, cujas características arquitetônicas ainda podem ser percebidas externamente do lado esquerdo da igreja. A estrutura apresenta traços muito similares aos do Cenotáfio de Ânia Regila, este último do século II. A fachada da igreja está numa posição elevada e é precedida por um terraço ao qual se chega através de dois lances de escada. No interior, o presbitério semicircular abriga uma imagem de Cristo acompanhado por um grupo de santos. Uma outra pintura representa Cristo com os santos Ciro e João.
No piso inferior está o que restou de um oratório medieval do século V ao qual se chega através de uma porta externa ainda acima do nível da rua. O oratório é composto por quatro recintos construídos em tijolos e interligados. Na porta está uma inscrição que testemunha a antiga utilização do local como sepulcro dos santos Ciro e João: "CORPORA SANCTI CYRI RENITENT HIC ATQVEE IOANNIS / QVOÆ QUONDAM ROMÆ DEDIT ALEXANDRIA MAGNA" ("Aqui repousam os santos corpos de Ciro e João / quem um dia a grande Alexandria entregou a Roma").
Finalmente, a partir do oratório, uma escadinha leva até a estreita cripta hipogeia de planta retangular que originalmente abrigava as relíquias dos santos. O ambiente, soterrado depois de 1706 e redescoberto em 1904, é data do final do século II ou início do século III. A pouca iluminação provém de uma abertura na abóbada e da escada. De difícil visualização são os traços nas paredes da antiga decoração, parte pelos danos causados pelas inúmeras inundações do vizinho rio Tibre e parte por causa de vândalos. Permanecem ainda restos da decoração de caráter funerário: na abóbada, alguns glifos e estrelas. Na parede norte estava representada, com a mão segurando uma balança, a deusa Dice, mais um pássaro e um boxeador. Na parede sul, uma ovelha e alguns trechos em pigmento roxo. No final do século XIII foi pintada uma "Virgem e o Menino", roubada em 1968.